# Gonatopsis octopedatus
Gonatopsis octopedatus är en bläckfiskart som beskrevs av Sasaki 1920. Gonatopsis octopedatus ingår i släktet Gonatopsis och familjen Gonatidae. Inga underarter finns listade i Catalogue of Life.